# 天現寺出入口
天現寺出入口（てんげんじでいりぐち）は、東京都港区にある首都高速道路2号目黒線の出入口である。
上り方向（首都高速都心環状線方面）の出入口のみ設置されているハーフインターチェンジとなっており、東京都道416号古川橋二子玉川線（明治通り）に接続している。

## 周辺

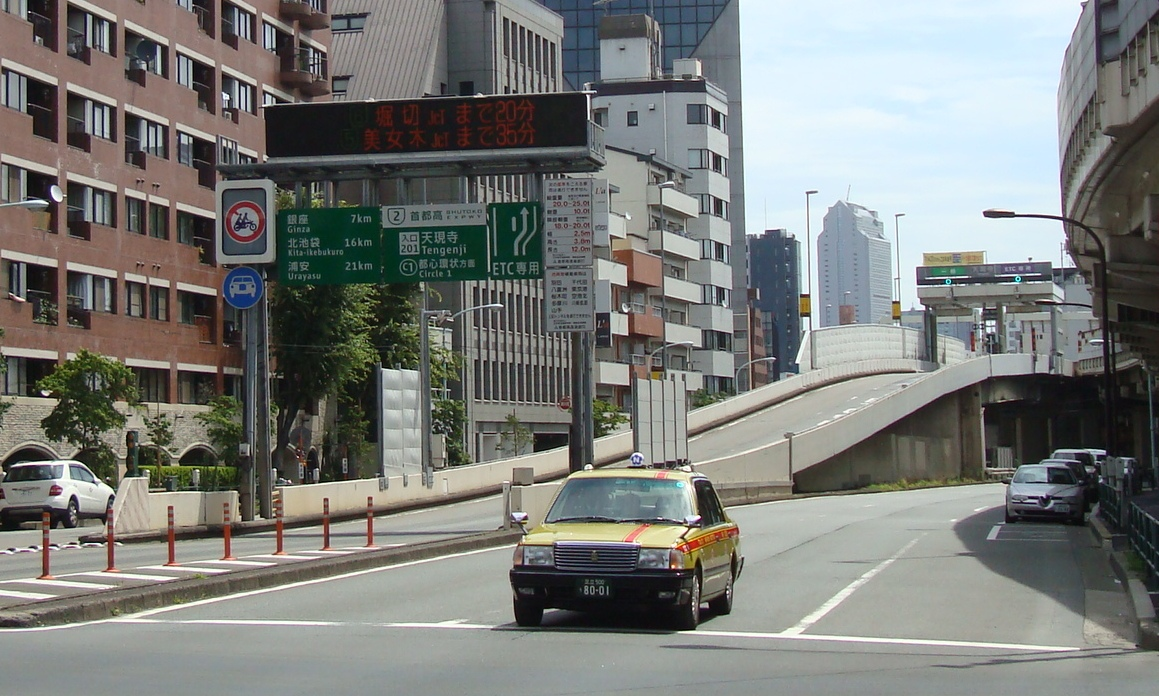
天現寺ランプ

- 北里大学
- 北里研究所
- 慶應義塾幼稚舎
- 駐日フランス大使館
- 有栖川宮記念公園
- 聖心女子大学
- 広尾駅
- 東京都立広尾病院
- 天現寺
- 天現寺橋

## 料金所
- レーン数: 2
  - ETC専用: 1
  - 一般・ETC: 1